# Lonchopisthus
A Lonchopisthus a sugarasúszójú halak (Actinopterygii) osztályának sügéralakúak (Perciformes) rendjébe, ezen belül az Opistognathidae családjába tartozó nem.

## Rendszerezés
A nembe az alábbi 5 faj tartozik:
- Lonchopisthus higmani Mead, 1959
- Lonchopisthus lemur (Myers, 1935)
- Lonchopisthus lindneri Ginsburg, 1942
- Lonchopisthus micrognathus (Poey, 1860)
- Lonchopisthus sinuscalifornicus Castro-Aguirre & Villavicencio-Garayzar, 1988